# Jack Finney
Jack Finney; eigentlich Walter Braden Finney (* 2. Oktober 1911 in Milwaukee, Wisconsin; † 16. November 1995 in Greenbrae, Kalifornien) war ein US-amerikanischer Schriftsteller. Er schrieb erfolgreiche Thriller, Kriminalromane und Komödien, die in den 1950er- und 1960er-Jahren in Hollywood verfilmt wurden, aber auch Science-Fiction-Romane.

## Leben
Sein Geburtsname war John Finney. Man gab ihm, als er drei Jahre alt war, zu Ehren seines früh verstorbenen Vaters dessen Vornamen Walter Braden; dennoch blieb Jack sein Rufname. Er studierte am Knox College in Galesburg, Illinois, arbeitete danach in Chicago in der Werbung und zog nach New York City, wo er als freier Autor davon lebte, Kurzgeschichten für Collier’s, die Cosmopolitan, die Saturday Evening Post und andere Magazine zu schreiben.
Sein bekanntester SF-Roman Die Körperfresser kommen (im Original The Body Snatchers) schilderte eine außerirdische Invasion und diente als Vorlage für den SF-Film Die Dämonischen sowie dessen drei Remakes.
Relativ unbekannt in Deutschland, aber sein größter Erfolg in der Heimat ist sein Roman, der von einer Zeitreise in das New York des Jahres 1882 erzählt. Im Original als Time and Again erschienen, wurde er in Deutschland zuerst vom Heyne Verlag als Das andere Ufer der Zeit und später bei Bastei-Lübbe als Von Zeit zu Zeit veröffentlicht. Im Gegensatz zum Roman Die Zeitmaschine von H. G. Wells findet die Reise in die Vergangenheit mittels Selbsthypnose statt, bei der der Zeitreisende zunächst alles „vergisst“, was ihn in der Gegenwart hält. Dreh- und Angelpunkt der Zeitreise ist das Dakota-Gebäude, auch The Dakota. Der Roman ist mit Fotos und Zeichnungen aus dem New York dieser Zeit illustriert. Ironischerweise wurde der Roman als „Einer der fünf besten Kriminalromane“ beworben. Eine Fortsetzung, in der der Protagonist des ersten Buches – vergeblich – versucht, den Untergang der Titanic und den Ersten Weltkrieg zu verhindern, erschien im deutschsprachigen Raum als Im Strom der Zeit (Orig.: From Time To Time). Der Roman wurde 1994 mit dem Grand Prix de l’Imaginaire ausgezeichnet.
1987 wurde Finney der World Fantasy Award für sein Lebenswerk verliehen. Er lebte seit den 1950er Jahren in Mill Valley, Kalifornien, und starb im Alter von 84 Jahren an einer Lungenentzündung.

## Bibliographie
- Five Against the House (Krimi, 1954)
  - Deutsch: Die Million am Himmel. Übersetzt von Peter Motram. Ullstein Bücher #821, 1961.
- The Body Snatchers (1955)
  - Deutsch: Unsichtbare Parasiten. Übersetzt von Fritz Moeglich. Heyne #166, 1962 und Terra Nova #20, gekürzt, Moewig, 1968. Weitere Übersetzung: Die Körperfresser kommen. Übersetzt von Tony Westermayr. Goldmann Science Fiction #23324, 1979, ISBN 3-442-23324-0.
- The House of Numbers (Krimi, 1957)
  - Deutsch: Das Haus der eisernen Stäbe. Übersetzt von Tony Westermayr. Heyne #1059, 1962.
- Assault on a Queen (1959)
- Good Neighbor Sam (1963)
  - Deutsch: Leih mir deinen Mann. Übersetzt von Christiane Nogly. Lichtenberg, München 1965. Weitere Ausgabe: Heyne #430, 1966.
- Time and Again (1970, ISBN 0-684-80105-1)
  - Deutsch: Das andere Ufer der Zeit. Übersetzt von Thomas Schlück. Heyne SF&F #3800, 1981, ISBN 3-453-30702-X. Weitere Übersetzung: Von Zeit zu Zeit. Übersetzt von Karl-Heinz Ebnet. Bastei-Lübbe #28225, 1995, ISBN 3-404-28225-6.
- The Night People (1977)
- From Time to Time (1995, ISBN 0-684-81844-2)
  - Deutsch: Im Strom der Zeit. Übersetzt von Karl-Heinz Ebnet. Bastei-Lübbe #28228, 1995, ISBN 3-404-28228-0.
- Zeitspuren. Übersetzung von Karl-Heinz Ebnet überarbeitet von Angela Herrmann. Mit einem Vorwort von Wolfgang Jeschke. Heyne, München 2008, ISBN 978-3-453-52431-6 (Time and Again und From Time To Time in einem Band).

## Verfilmungen
- 1955: Five Against the House
- 1956: Die Dämonischen (Invasion of the Body Snatchers)
- 1957: Ein Henker nimmt Maß (House of Numbers)
- 1963: Leih mir deinen Mann (Good Neighbour Sam)
- 1965: Überfall auf die Queen Mary (Assault on a Queen)
- 1977: Die Körperfresser kommen (Invasion of the Body Snatchers)
- 1985: Maxie
- 1992: Body Snatchers
- 1998: Der Liebesbrief (The Love Letter, Fernsehfilm)
- 2007: Invasion